# 比良駅 (江若鉄道)
比良駅（ひらえき）は、かつて滋賀県滋賀郡志賀町大字北比良（現在の大津市北比良）にあった江若鉄道の駅（廃駅）。

## 歴史
比良駅は江若鉄道の近江木戸駅から雄松駅までの区間が開通したのに合わせて、1926年（大正15年）滋賀郡小松村に開業した。江若鉄道では当初、沿線の各町村には原則として1駅のみを設置する予定であり、その位置は各町村役場の近くと定められていた。しかしその原則に従うと近江木戸駅（木戸村）から北小松駅（小松村）まで8キロメートルにわたり駅がない状態となるため、木戸村と小松村、それに葛川村の一部の地区の住民はこの区間に駅を開設するよう1919年（大正8年）に江若鉄道に要望している。当駅はその要請に応えて開設が決まった駅であった。
駅は開業以来、同じ江若鉄道の蓬萊駅（1941年までは「比良口駅」）とともに比良山地への登山口たる駅として位置づけられた。昭和30年代からは武奈ヶ岳を中心とする比良山地北部の観光開発が進行し、1960年（昭和35年）に登山リフトが、1963年（昭和38年）には比良山スキー場が開かれると、当駅はスキー場の最寄り駅として利用されるようにもなった。1964年（昭和39年）には登山者用の更衣室が開設されている。当駅からスキー場までは連絡バス・登山リフト・ロープウェイで結ばれ、江若鉄道とこれらを乗り継ぐ連絡切符も発売されていた。
江若鉄道は1969年（昭和44年）10月31日をもって営業を終了し、当駅も翌11月1日に廃止された。リフトやロープウェイ、スキー場はその後も営業を続けていたが、2004年（平成16年）にすべて廃業している。

### 年表
- 1926年（大正15年）8月11日：江若鉄道の近江木戸 - 雄松間の延伸開業に伴い、滋賀郡小松村に開業[3][10]。
- 1969年（昭和44年）11月1日：駅廃止[9]。

## 駅構造
比良駅は列車交換が可能な交換駅。ホームは1面で、2本の線路の間に配される島式ホーム。旅客と貨物の双方を取り扱うことができた一般駅であり、貨物側線を1本有していた。
| ← 浜大津 方面 | 比良駅 配線略図 | → 近江今津 方面 |
| 凡例 出典:    |                 |                 |

## 利用状況
初期の年間乗降客数・貨物取扱量の状況は以下の通り。
| 年間の旅客および貨物の取扱量 | 年間の旅客および貨物の取扱量 | 年間の旅客および貨物の取扱量 | 年間の旅客および貨物の取扱量 | 年間の旅客および貨物の取扱量 | 年間の旅客および貨物の取扱量 |
| 年                           | 旅客                         | 旅客                         | 貨物                         | 貨物                         | 出典                         |
| 年                           | 乗車                         | 降車                         | 発送                         | 到着                         | 出典                         |
| ---------------------------- | ---------------------------- | ---------------------------- | ---------------------------- | ---------------------------- | ---------------------------- |
| 1931年                       | 17,394人                     | 17,554人                     | 178トン                      | 274トン                      | [ 14 ]                       |
| 1934年                       | 17,214人                     | 17,655人                     | 103トン                      | 267トン                      | [ 15 ]                       |
| 1935年                       | 18,192人                     | 18,572人                     | 100トン                      | 261トン                      | [ 16 ]                       |
| 1936年                       | 20,772人                     | 21,134人                     | 99トン                       | 278トン                      | [ 17 ]                       |

## 駅周辺
駅のあった場所は江若鉄道廃線後に開業した湖西線の比良駅の北寄りにあたる。和邇駅から当駅までの線路跡には湖西線が通っていて、駅や線路の痕跡はほとんど残されていない。いっぽう当駅から近江舞子駅にかけての線路跡は山側を短絡する湖西線とは異なり琵琶湖側に向かっていて、その跡は県道307号に転用されている。

## 隣の駅
江若鉄道
江若鉄道線
近江木戸駅 - （臨）青柳ヶ浜駅 - 比良駅  - 近江舞子南口駅